# César Caneda
César Fernández de las Heras Caneda (Vitoria, 10 de mayo de 1978), conocido como César Caneda, es un exfutbolista español que jugaba de defensa central.
Es el futbolista con más partidos entre las principales categorías del fútbol español, sumando más de 850 encuentros entre Primera División (29), Segunda División (382), Segunda División B (402) y que, posteriormente, se modificó pasando a llamarse Primera Federación (60). También es el jugador más veterano en haber marcado en Segunda B y en haber logrado un ascenso a Segunda División. Asimismo, con 935 encuentros en toda su carrera, superó el récord de Andoni Zubizarreta de 902 partidos disputados en competiciones españolas de clubes y participaciones con la selección nacional, incluyendo las categorías inferiores.

## Trayectoria
Se inició como futbolista en el Aurrera de Vitoria, equipo convenido del Athletic Club. En 1994 se incorporó al juvenil del Athletic Club. En verano de 1995 regresó como cedido al Aurrera de Vitoria, que acababa de ascender a Segunda B para continuar su formación. Tras jugar doce partidos, en enero de 1996, volvió a Bilbao para jugar en el Bilbao Athletic de Segunda División. Permaneció en el filial rojiblanco tres campañas más, donde fue indiscutible. Durante este periodo se produjo su debut en Primera División, el 22 de febrero de 1998, en una derrota por 3-0 ante el Deportivo. Además, en la temporada 1998-99 llegó a jugar en dos encuentros de Liga de Campeones con el club bilbaíno.
En las siguientes tres campañas fue cedido a otros tantos equipos (Salamanca, Sevilla y Racing), logrando el ascenso a Primera División con los dos últimos. Regresó al Athletic Club para la temporada 2002-03, aunque no consiguió tener continuidad. En tres temporadas en el club bilbaíno, apenas pudo disputar 28 partidos.
En 2005 fichó por la SD Eibar. Un año después, en 2006, se incorporó a las filas del Cádiz, en las que pasó dos campañas. Las siguientes dos temporadas las pasó en el Deportivo Alavés y en el CD Guijuelo. Con estos tres últimos conjuntos mencionados, sufrió el descenso a Segunda B.
En 2010 se incorporó al CD Mirandés, donde vivió sus mejores años como futbolista. El 24 de enero de 2012 se convirtió en héroe del Mirandés, junto con su compañero Pablo Infante, al anotar el gol de la victoria ante el RCD Español en los cuartos de final de la Copa del Rey. El gol, que certificó la remontada, lo marcó en el minuto 92'. Finalmente, el equipo cayó eliminado en semifinales ante el Athletic Club (3-8). A final de esa misma temporada, logró el ascenso a Segunda División. Permaneció en el conjunto burgalés hasta 2015, sobrepasando los 200 partidos oficiales con el club.
El 31 de julio de 2015 regresó al Racing de Santander, que se encontraba en Segunda B. Al contrario que en su anterior etapa, no pudo conseguir el ascenso de categoría.
El 21 de julio de 2016, con 38 años, fichó por la UD Logroñés. En este club superó ampliamente los 750 partidos ligueros, entre 1.ª, 2.ª y 2.ªB, algo inaudito hasta la fecha. En julio de 2020 logró el ascenso a Segunda División y se convirtió así en el futbolista más veterano en lograrlo.
En agosto de 2020, después de haber quedado libre, firmó por la SD Logroñés.

## Selección nacional
En 1997 fue internacional sub-20 en siete ocasiones, cinco de ellos correspondientes al Mundial sub-20.

## Clubes
Actualizado a 31 de mayo de 2023.
| Club                         | País   | Año     | PJ (Goles) |
| ---------------------------- | ------ | ------- | ---------- |
| Bilbao Athletic              | España | 1995-99 | 117 (0)    |
| CD Aurrera (cedido)          | España | 1995    | 12 (0)     |
| Athletic Club                | España | 1998-05 | 36 (0)     |
| UD Salamanca (cedido)        | España | 1999-00 | 40 (0)     |
| Sevilla FC (cedido)          | España | 2000-01 | 31 (0)     |
| Racing de Santander (cedido) | España | 2001-02 | 39 (0)     |
| SD Eibar                     | España | 2005-06 | 44 (3)     |
| Cádiz CF                     | España | 2006-08 | 73 (1)     |
| Deportivo Alavés             | España | 2008-09 | 39 (0)     |
| CD Guijuelo                  | España | 2009-10 | 35 (2)     |
| CD Mirandés                  | España | 2010-15 | 212 (10)   |
| Racing de Santander          | España | 2015-16 | 37 (1)     |
| Unión Deportiva Logroñés     | España | 2016-20 | 140 (4)    |
| Sociedad Deportiva Logroñés  | España | 2020-23 | 84 (1)     |

## Palmarés

### Campeonatos nacionales
| Título                       | Club                | País   | Año  |
| ---------------------------- | ------------------- | ------ | ---- |
| Segunda División             | Sevilla FC          | España | 2001 |
| Segunda División B (Grupo 2) | C. D. Mirandés      | España | 2012 |
| Segunda División B (Grupo 1) | Racing de Santander | España | 2016 |
| Segunda División B (Grupo 1) | UD Logroñes         | España | 2020 |

### Copas regionales
| Título                  | Club           | País   | Año  |
| ----------------------- | -------------- | ------ | ---- |
| Copa de Castilla y León | C. D. Mirandés | España | 2011 |
| Copa de Castilla y León | C. D. Mirandés | España | 2012 |

## Vida personal
Está casado con Amaia Ocio, hermana del exfutbolista vitoriano Aitor Ocio.